# درگیابان (ایرانشهر)
درگیابان (ایرانشهر)، روستایی از توابع بخش بزمان شهرستان ایرانشهر در استان سیستان و بلوچستان ایران است.

## جمعیت
این روستا در دهستان بزمان قرار دارد و براساس سرشماری مرکز آمار ایران در سال ۱۳۸۵، جمعیت آن ۴۸ نفر (۹خانوار) بوده‌است.